# Paul Adiga
Paul Adiga (ur. 21 marca 1952) – ugandyjski hokeista na trawie, uczestnik Letnich Igrzysk Olimpijskich 1972.
Na igrzyskach w Monachium Adiga reprezentował swój kraj w czterech spotkaniach; były to mecze przeciwko ekipom: Malezji, Francji, Pakistanu (we wszystkich, Uganda przegrała 1-3) i RFN (zremisowany 1-1); w meczu przeciwko Malezji, strzelił jedynego gola w całym turnieju. W klasyfikacji końcowej, jego drużyna zajęła przedostatnie 15. miejsce, wyprzedzając jedynie reprezentację Meksyku. 